# Bajt Nuba
Bajt Nuba (arab. بيت نوبا) – nieistniejąca już arabska wieś, która była położona w Dystrykcie Ramli w Jordanii. Wieś została wyludniona i zniszczona podczas wojny sześciodniowej, po ataku Sił Obronnych Izraela w dniu 7 czerwca 1967.

## Położenie
Wioska Bajt Nuba leżała w północno-zachodniej części doliny Ajalon. Według danych z 1961 do wsi należały ziemie o powierzchni 11 401 ha. We wsi mieszkały wówczas 1 350 osoby.
| własność gruntów | powierzchnia gruntów (hektary) |
| ---------------- | ------------------------------ |
| Arabowie         | 11 383                         |
| Żydzi            | 0                              |
| publiczne        | 18                             |
| Razem            | 11 401                         |

| Rodzaj użytkowanych gruntów | Arabowie (hektary) | Żydzi (hektary) |
| --------------------------- | ------------------ | --------------- |
| uprawy oliwek               | 464                | 0               |
| uprawy nawadniane           | 1 002              | 0               |
| uprawy zbóż                 | 6 997              | 0               |
| nieużytki                   | 3 328              | 0               |
| zabudowane                  | 74                 | 0               |

## Historia
W okresie panowania rzymskiego tutejsza osada była nazywana Beth Annaba lub Betnobie.
W okresie panowania Brytyjczyków Bajt Nuba była dużą wsią z jednym meczetem. W 1922 założono szkołę dla chłopców, w której w 1948 uczyło się 49 uczniów, a w 1967 już 172 uczniów. Druga szkoła była dla dziewcząt. W 1967 uczyło się w niej 11 uczennic.
Wioska była położona w pobliżu strategicznego wzgórza Latrun, które kontrolowało komunikację z Jerozolimą. Od samego początku wojny domowej w Mandacie Palestyny wieś była wykorzystywana przez arabskie siły Armii Świętej Wojny do atakowania żydowskich konwojów do Jerozolimy. Później ich siły zastąpiła Arabska Armia Wyzwoleńcza. Do wsi Bajt Nuba uciekło wielu arabskich uchodźców z miast Lod i Ramla. Znajdowali tutaj schronienie i oczekiwali na ciężarówki, które ich następnie przewoziły w rejon Ramallah. Na samym początku I wojny izraelsko-arabskiej w maju 1948 wieś zajął jordański Legion Arabski. Izraelczycy wielokrotnie usiłowali atakować wieś, została ona jednak w rękach jordańskich i po wojnie znalazła się w Jordanii.
Podczas wojny sześciodniowej w dniu 7 czerwca 1967 do wsi wjechał izraelski oddział. Wszyscy mieszkańcy zostali zmuszeni do opuszczenia wioski i udali się w kierunku Ramallah. Izraelczycy wysadzili wszystkie domy wioski. Po wojnie cały obszar wszedł w granice Izraela.

## Miejsce obecnie
Obecnie w miejscu tym znajduje się założony w 1970 moszaw Mewo Choron.